# Potpourri (luchtverfrisser)

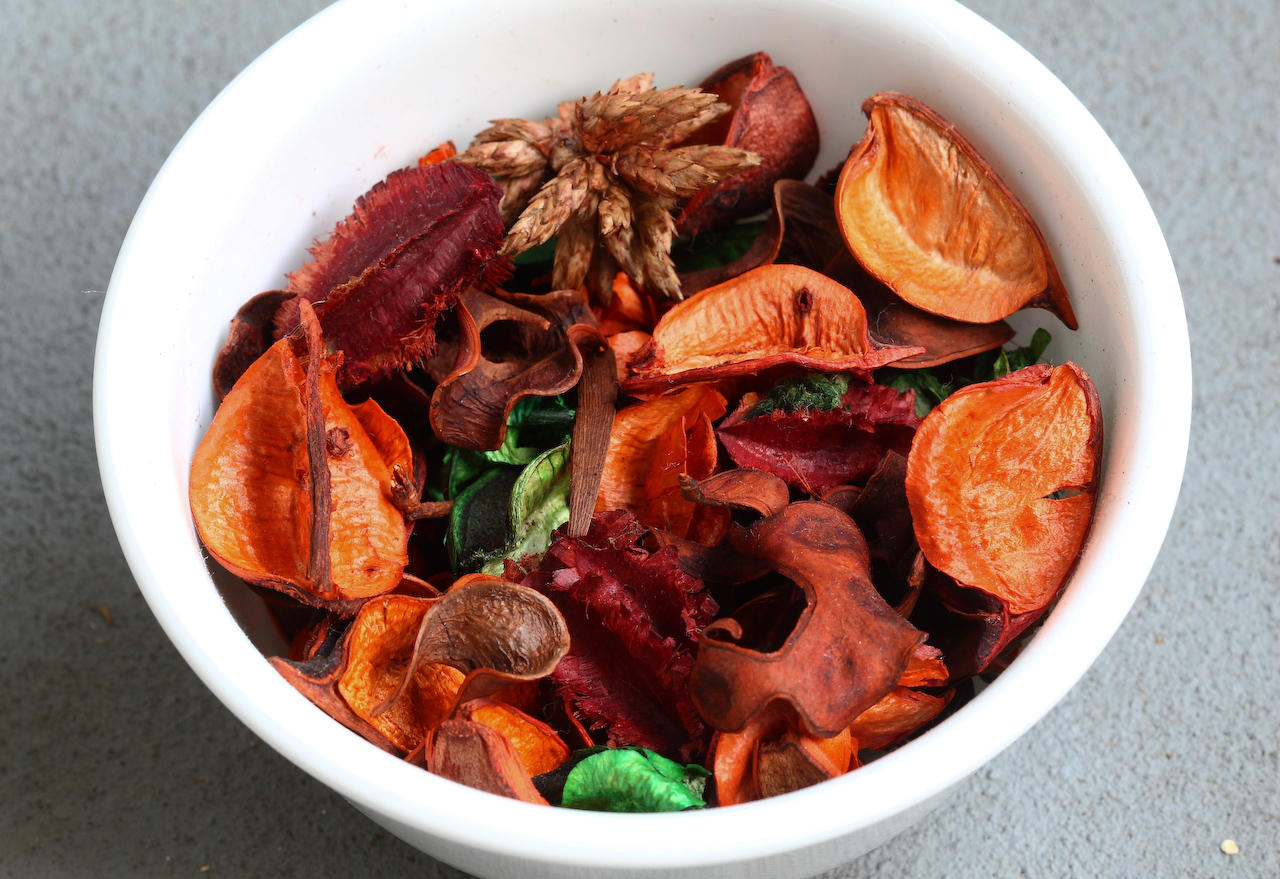
een schaal met potpourri

Potpourri is een mengsel van natuurlijke geurende bestanddelen, dat gebruikt wordt als luchtverfrisser.
Het woord potpourri is afkomstig van het Franse pot pourri, dat de naam is voor een Spaanse schotel (olla podrida) waarin diverse ingrediënten zijn verwerkt. Het verwijst ook naar een verzameling dingen zonder logische samenhang, bijvoorbeeld een muzikale potpourri.

## Gebruik en samenstelling
Potpourri's worden al vele eeuwen gebruikt om een prettige geur te verspreiden. Een potpourri bestaat uit een schaal, pot of iets dergelijks die gevuld wordt met geurende bestanddelen. Veel gebruikt worden:
- Bloemblaadjes
- Kruiden
- Schillen van citrusvruchten
- Specerijen

Om de geur te versterken wordt vaak nog wat etherische olie of een andere geurende olie toegevoegd. Naast deze geurende bestanddelen kan een stof worden toegevoegd die de geur vasthoudt, bijvoorbeeld cellulosekorrels of iriswortel. Tegenwoordig bestaat goedkope kant-en-klare potpourri vaak uit goedkope geurstoffen en plantaardig materiaal, al dan niet geverfd.